# Kinksi
Koordinaten: 58° 38′ N, 23° 42′ O
Kinksi (deutsch Kingse) ist ein Dorf (estnisch küla) in der Landgemeinde Lääneranna im Kreis Pärnu (bis 2017: Landgemeinde Hanila im Kreis Lääne) in Estland.

## Einwohnerschaft und Lage
Der Ort hat 31 Einwohner (Stand 31. Dezember 2011). Sie leben auf einer Fläche von 725 Hektar. Die Entfernung nach Haapsalu beträgt 60 Kilometer.
Der Ort ist seit 1564 urkundlich belegt. Er lag an der wichtigen Handelsroute auf die Insel Saaremaa.
Auf dem heutigen Territorium des Ortes liegt die St.-Margareta-Kirche von Karuse. Die Festungskirche stammt aus dem 13. Jahrhundert.